# Венедикт (Бобковский)

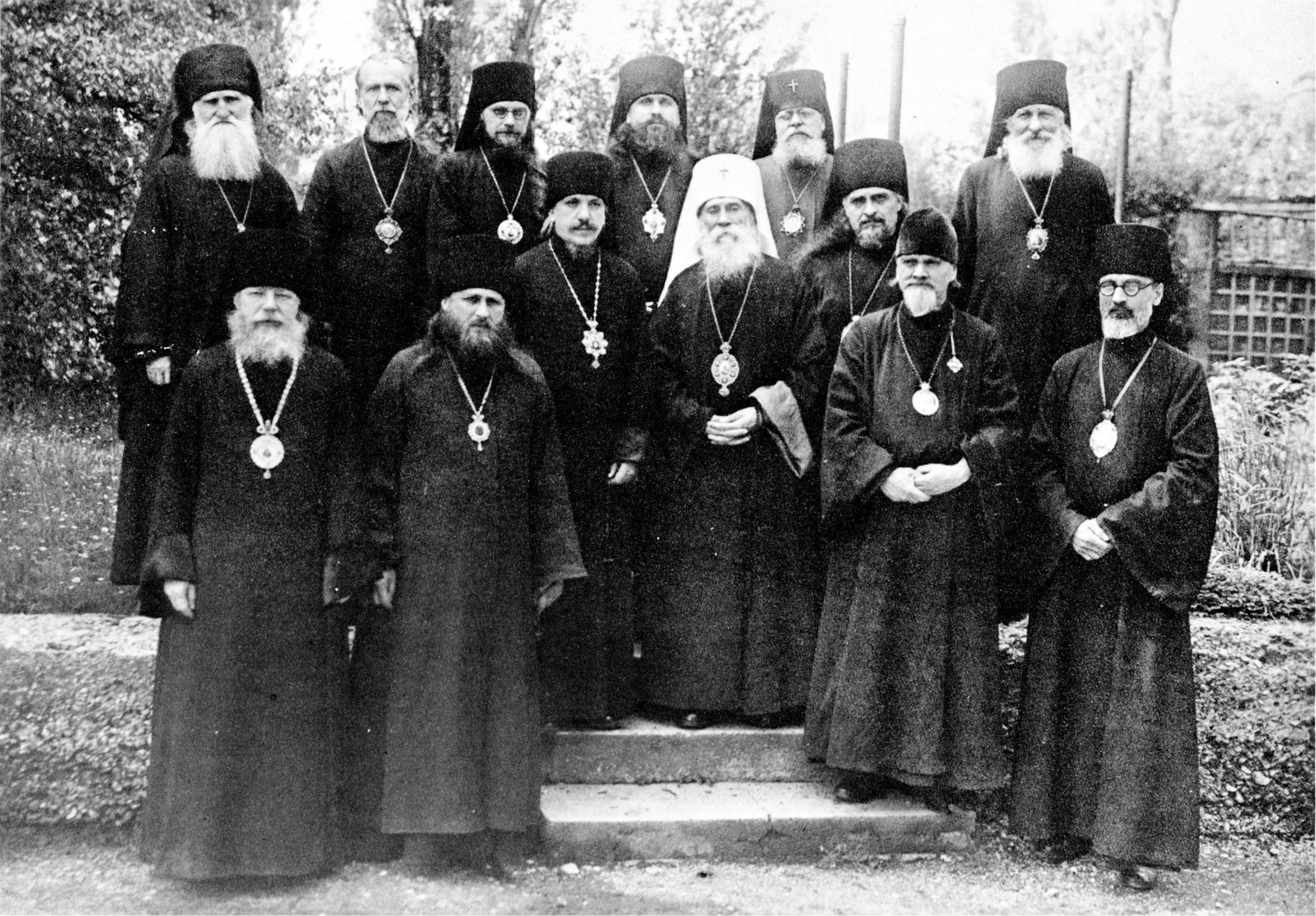
Архиерейский собор РПЦЗ 1946 года. Архиепископ Венедикт — пятый слева в верхнем ряду.

Архиепи́скоп Венеди́кт (в миру Васи́лий Бобко́вский; 28 февраля (11 марта) 1876, Заволочье, Опочецкий уезд, Псковская губерния — 3 сентября 1951, Мюнхен) — архиерей, сначала  Русской православной церкви, а позднее — Русской православной церкви заграницей, архиепископ Берлинский и Германский.

## Биография
Окончил Духовное училище в городе Великие Луки. В 1902—1905 годы учился в Псковской Духовной семинарии, прослушал два курса в Юрьевском университете.
В 1905 рукоположён во священника церкви села Старосельно в Минской губернии.
С 1914 года служил в Новогрудке.
В 1916—1918 годы был полевым священником. Награждён орденами св. Анны 2-й и 3-й степени и св. Владимира 4-й степени.
В 1918 году возведён в сан протоиерея и назначен настоятелем кафедрального собора в Новогрудке, а впоследствии и благочинным уезда.
После неканонического провозглашения в сентябре 1925 года автокефалии Польской Церкви вошёл в состав её клира.
С 1935 года — митрофорный протоиерей.
27 марта 1937 года пострижен в монашество с именем Венедикт и рукоположён в сан иеромонаха, игумена и архимандрита, в связи с чем назначен настоятелем Свято-Успенского мужского монастыря в Жировицах, где пребывал до 1941 года. В 1938 году написал труд «Чудотворная Жировицкая икона Божией Матери и Жировицкий монастырь». Рукопись этого
труда находилась у митрополита Антония (Мельникова), а в настоящее время хранится в архиве Санкт-Петербургского епархиального управления, где она была выявлена студентом Минской духовной академии иереем Николаем Аникеевым в ходе написания им кандидатской диссертации.
29 июня 1940 года воссоединился с Московской Патриархией.
По ходатайству архиепископа Пантелеимона (Рожновского) 26 марта 1941 года архимандриту Венедикту определено быть епископом Брестским, викарием Гродненской епархии, с оставлением в должности настоятеля Жировицкого монастыря. Хиротонисан 30 марта в Москве.
После оккупации Белоруссии войсками нацистской Германии, оккупационные власти потребовали создать «Белорусскую автокефальную православную национальную церковь». Пантелеимону (Рожновскому) был усвоен титул «Минский и всея Беларуси», Венедикту поручалось управление приходами Гродненской области.
С 3 марта 1942 года член Синода Белорусской Православной Церкви.
10 марта указом белорусского Синода возведён в сан архиепископа Гродненского и Белостокского и назначен Экзархом Восточной Пруссии.
21-26 октября 1943 года совместно с Григорием (Боришкевичем) участвовал в совещании епископов РПЦЗ в Вене, которое не признал избрание митрополита Сергия патриархом.
В июле 1944 года в связи с наступлением Красной армии уехал в Германию.
В апреле 1946 года принят в состав клира Русской Церкви Заграницей.
В мае того же года участвовал в работе Архиерейского Собора Русской Зарубежной Церкви.
Ввиду массовой эмиграции в Америку и переселения туда же Архиерейского Синода, следующий Архиерейский Собор предвиделся в США. Туда собирался переселиться и архиепископ Венедикт, поставленный во главе Предсоборной Комиссии, он успешно прошел все необходимые для этого проверки. Но тут скончался митрополит Серафим (Ляде).
С 19 сентября 1950 года — архиепископ Берлинский и Германский.
Весь август 1951 года тяжело больной раком печени архиепископ Венедикт провёл в мюнхенской клинике Красного Креста (Rotkreuzkrankenhaus). За два дня до кончины он соборовался и причастился.
Скончался 3 сентября 1951 года. Погребён на кладбище Фельдмохинг близ Мюнхена у могилы своего друга митрополита Пантелеимона.